# Comté de Wyalkatchem
Le Comté de Wyalkatchem est une zone d'administration locale au sud-est de l'Australie-Occidentale en Australie. Le comté est situé à l'est de Wyalkatchem et à 190 kilomètres au nord-est de Perth, la capitale de l'État. 
Le centre administratif du comté est la ville de Wyalkatchem.
Le comté est divisé en un certain nombre de localités:
- Wyalkatchem
- Benjaberring
- Cowcowing
- Korrelocking
- Nembudding

Le comté a 7 conseillers locaux et n'est pas divisé en circonscriptions.